# Église Notre-Dame d'Authon-Ébéon
L'église Notre-Dame est une église située à Authon-Ébéon, dans le département français de la Charente-Maritime en région Nouvelle-Aquitaine.

## Historique
L'église est classée au titre des monuments historiques par arrêté du 13 avril 1907.

## Galerie

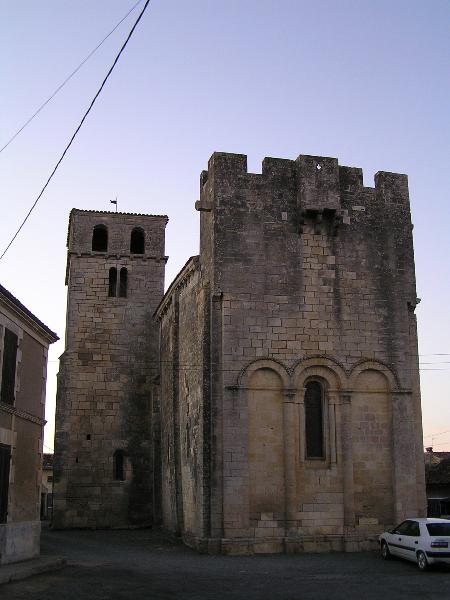
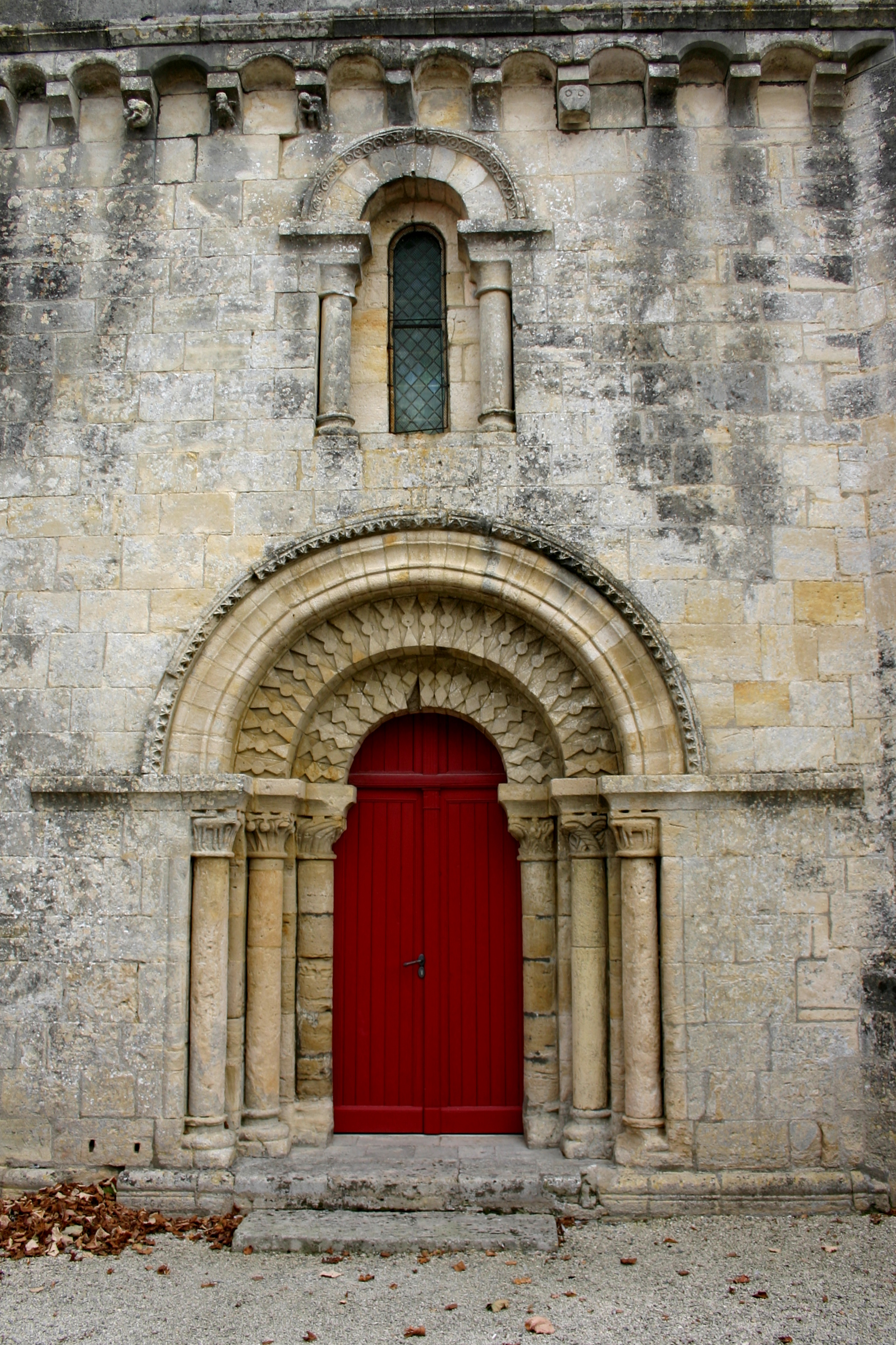
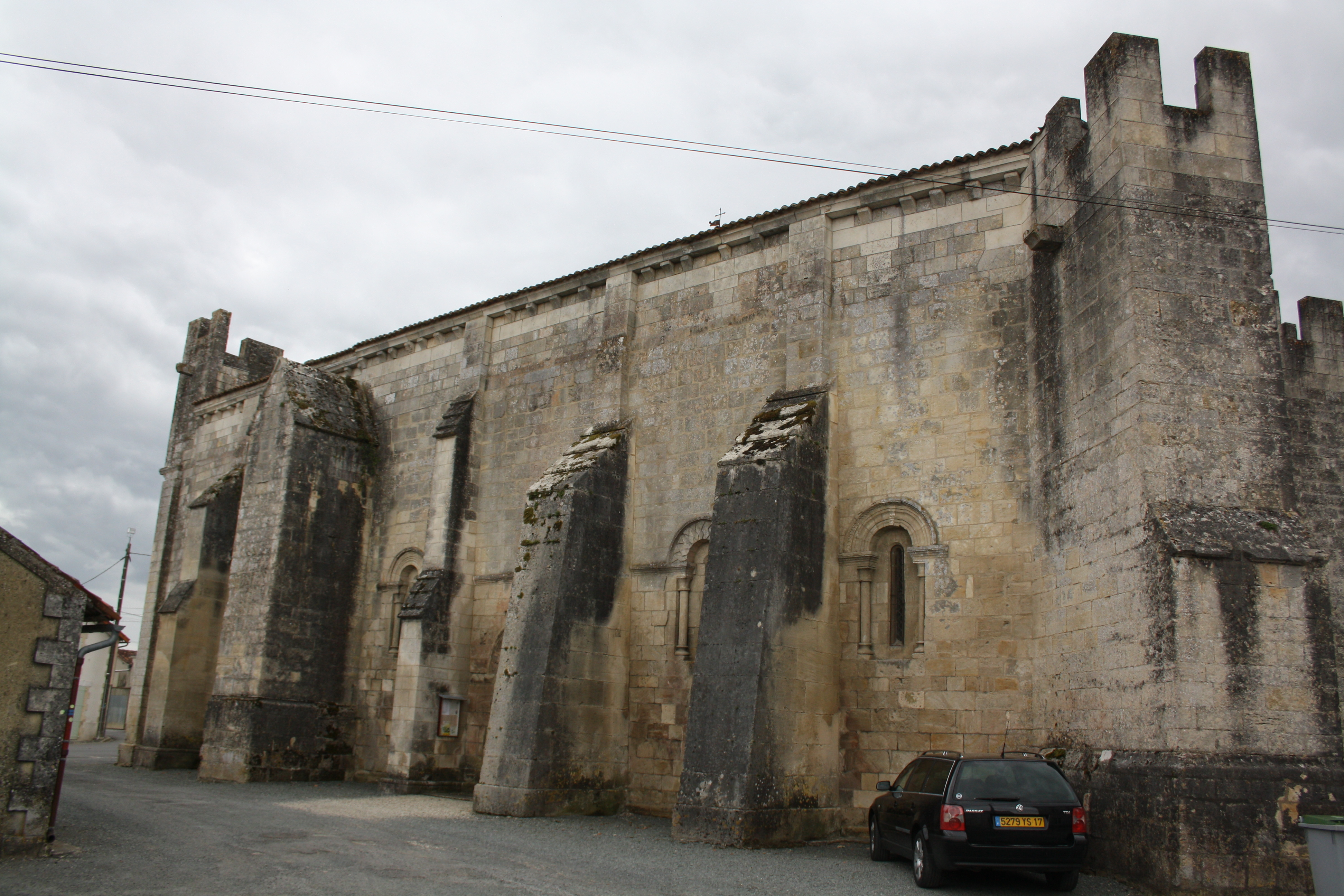
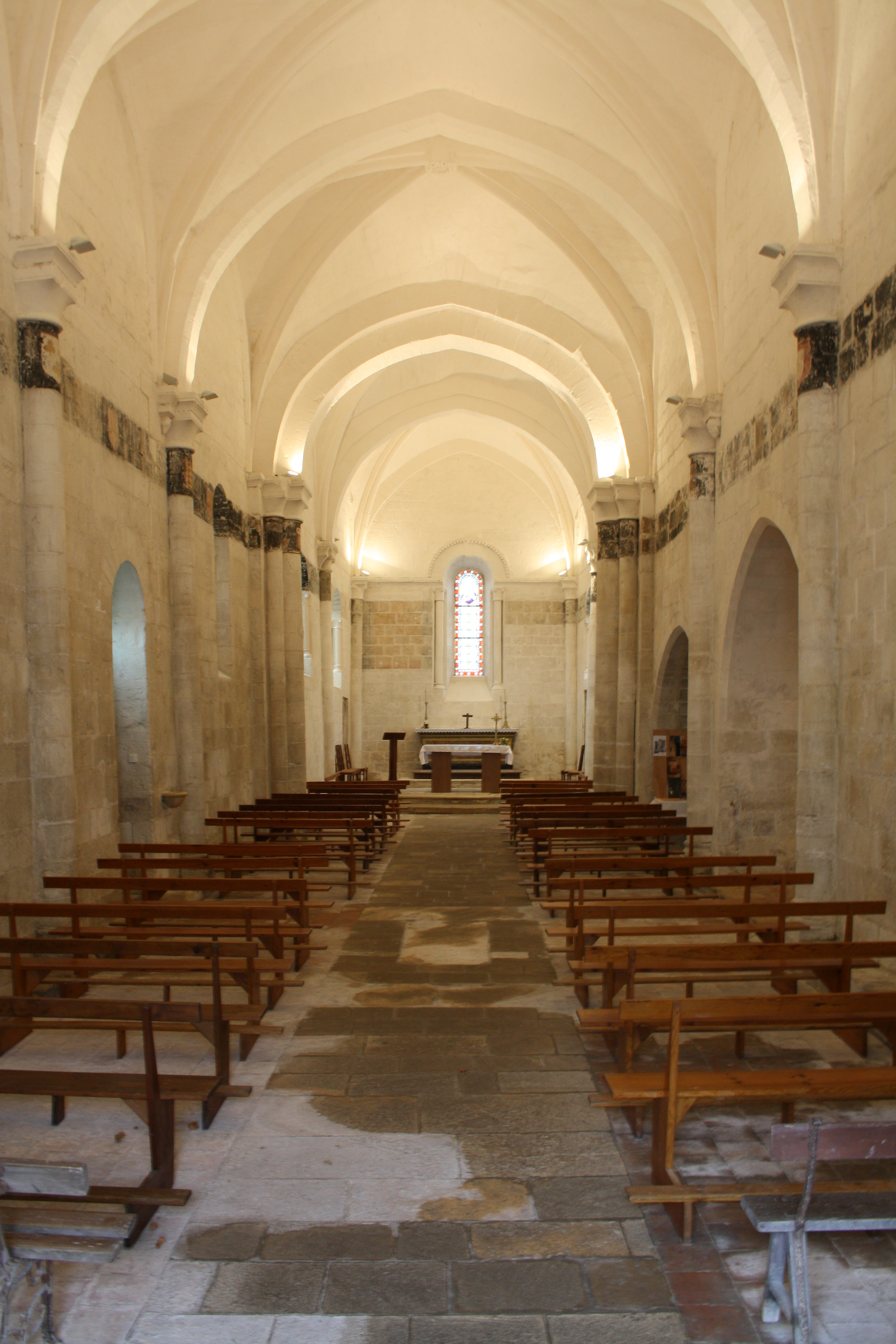
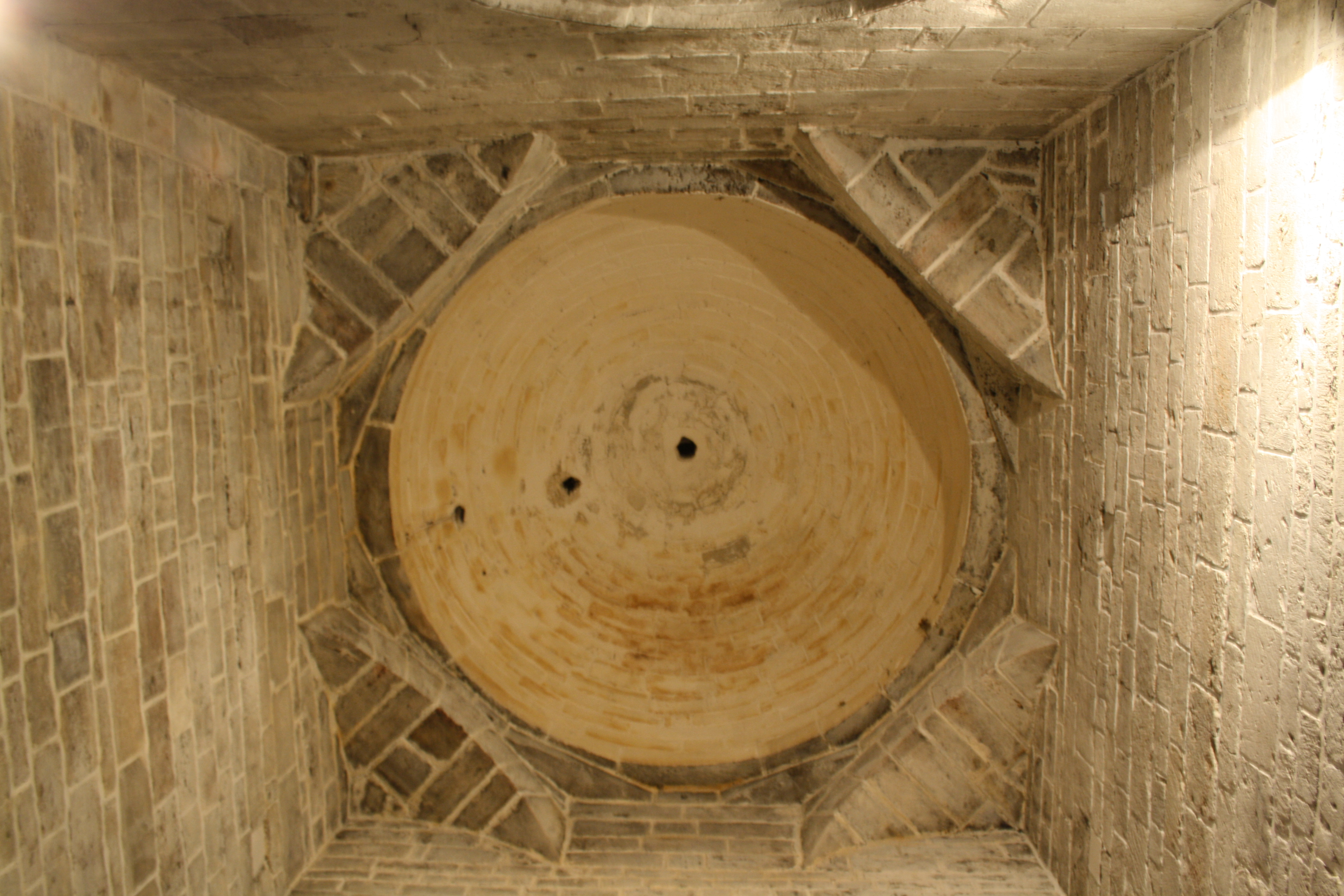
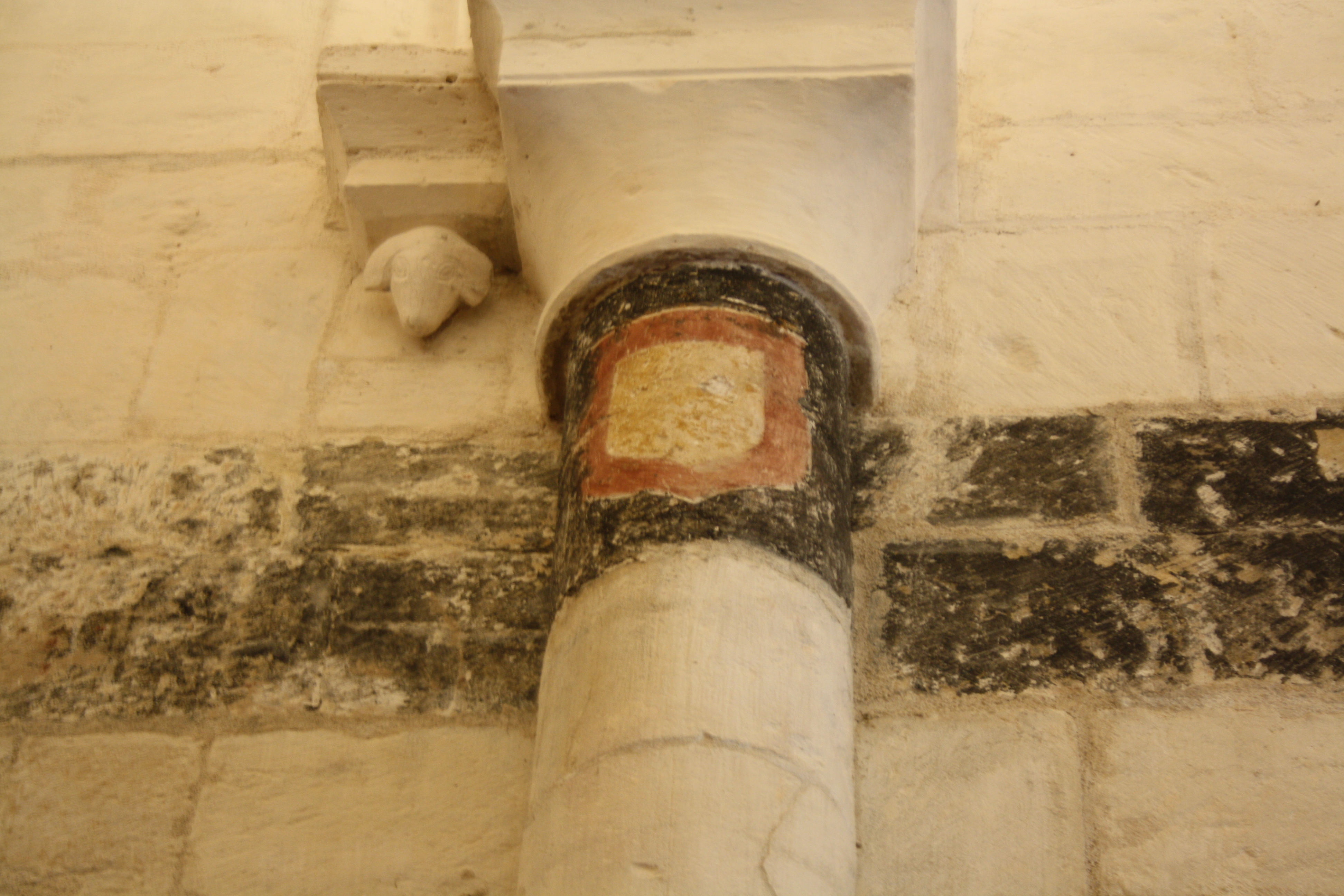